# 囊鳃鳗目
囊鳃鳗目（學名：saccopharyngiforms）為辐鳍鱼纲的一個目，為真鳗的近親，但是有很多内部结构上的差异。囊鳃鳗目包括了月尾鰻科、宽咽鱼科、单颌鳗科、囊鰓鰻科四個科以及一個提議併入的新胚鰻科。大部分的囊鳃鳗目物種都是深海鱼，棲息於水深500至1,800（1,600至5,900英尺）的無光帶，多半僅能透過少量的樣本進行研究，甚至部分物種僅有幼體的紀錄，常見的物種包括伞口吞噬鳗。除了提議併入的新胚鰻科之外（僅分布於大西洋），囊鳃鳗目物種可以於各大洋中發現。

## 描述
囊鳃鳗目缺少部分骨骼，如续骨、鳃盖骨及肋骨，且和其他鰻一樣缺乏有魚鱗、腹鰭或魚鰾。口部一般较大，其中部分甚至可以吞噬下比自身更大的獵物。牠們的肌分節（myomeres）呈V字型而不是其他鱼类的W字型，且侧线不具备开孔，而是由一组管道代替。宽咽鱼科與囊鰓鰻科的部分物種具有生物發光的能力。
囊鰓鰻目與其他鰻魚一樣都有幼體型態，然而囊鰓鰻目的幼體具有明顯的特徵：月尾鰻科幼體為近圓形的側扁型、宽咽鱼科幼體的下顎有明顯延長、囊鰓鰻科與宽咽鱼科幼體於腸道末端有明顯的深色斑點。
囊鰓鰻亞目中目前已確認的三個科均具有兩性異形。

## 分类
由於囊鳃鳗與真鰻的形態學特徵上有所差異，因此多半將囊鰓鰻目與鰻鱺目作為兩獨立分類。然而近年來的基因研究分析顯示，囊鰓鰻目應實屬於鰻鱺目下的一個演化支。
在此目中有四（五）个科：
- 月尾鰻亞目 Cyematoidei
  - 月尾鰻科 Cyematidae
- 囊鰓鰻亞目 Saccopharyngoidei
  - 宽咽鱼科 Eurypharyngidae
  - 单颌鳗科 Monognathidae
  - 囊鰓鰻科 Saccopharyngidae
  - 新胚鰻科（英语：Neocyematidae） Neocyematidae（提議）[1]

## 食物
吞噬鳗一般猎食鱼类，桡足类，小虾和浮游生物。在捕食时，它张开大口像一个袋子一样过滤游经的食物。